# SSV-NSMABAAOTWMODAACOTIATW
SSV-NSMABAAOTWMODAACOTIATW (im Allgemeinen abgekürzt SSV) war eine von Andrew Eldritch eigens zu dem Zweck gegründete Band, um seine Band The Sisters of Mercy aus einem Plattenvertrag mit East West Records, einem Label der Warner Music Group zu befreien.
Eldritch gab auf der Sisters of Mercy-Website den Hinweis, der vollständige Name der Band könnte „Screw Shareholder Value - Not So Much A Band As Another Opportunity To Waste Money On Drugs And Ammunition, courtesy Of The Idiots At Time Warner“ bedeuten.

## Hintergrund
Auslöser der Episode um die Band SSV waren jahrelange Streitigkeiten zwischen Andrew Eldritch und seinem Plattenlabel East West Records, die dazu führten, dass Eldritch über sieben Jahre keine für das Label verwertbare Arbeit ablieferte. Das Label hingegen weigerte sich, den Vertrag zu lösen. 1997 erklärte sich EastWest bereit, ein Album von SSV mit Gesangsbeiträgen von Eldritch im Austausch gegen die vertraglich vereinbarten zwei Sisters of Mercy-Alben zu akzeptieren.
Eldritchs Absicht war, ein nicht vermarktbares Produkt ohne stilistische Ähnlichkeit mit The Sisters of Mercy an die Plattenfirma zu übergeben, um aus dem Vertrag entlassen zu werden. Die Plattenfirma akzeptierte die Aufnahmen ungehört und löste den Vertrag mit Eldritch.
Das einzige von SSV aufgenommene Album Go Figure mit zehn Titeln wurde wenig überraschend nicht veröffentlicht. Dennoch gelangten Bootlegs und auch Downloads der Stücke in den Umlauf. Eldritch rief Fans auf, das Album im Falle einer Veröffentlichung nicht zu kaufen, sondern es im Internet herunterzuladen, da die geringe Qualität eine Geldausgabe nicht lohne.
Das Album wurde von zwei Hamburger Musikern namens Peter Bellendir (ehemals bei Xmal Deutschland) und T. Schroeder als Auftragsarbeit produziert. Eldritch selbst steuerte außer einiger Stimmen-Samples nichts bei. Diese Samples wurden von den Musikern innerhalb kürzester Zeit mit Techno-Musik unterlegt. Go Figure besteht aus insgesamt zehn Songs. Kurz vor der Übergabe an die Plattenfirma wurden die Perkussionstracks entfernt, so dass das Resultat aus „Techno ohne Beats“ bestand.

## Diskografie
- Go Figure (1997, nicht offiziell veröffentlicht)